# Montigny-aux-Amognes
Montigny-aux-Amognes é uma comuna francesa na região administrativa de Borgonha-Franco-Condado, no departamento Nièvre. Estende-se por uma área de 24,9 km². Em 2010 a comuna tinha 656 habitantes (densidade: 26,3 hab./km²).